# Masta Ace
Masta Ace (nascido como Duval Clear em 4 de dezembro de 1966) é um rapper norte-americano, que participou do "The Symphony" do grupo Juice Crew. Uma de suas canções, "Me & The Biz" figurou na trilha sonora do jogo eletrônico Grand Theft Auto: San Andreas, mais precisamente na rádio Grand Theft Auto: San Andreas (trilha sonora)#Playback FM.

## Discografia

### Álbuns
| Ano  | Álbum              | Posições nas paradas | Posições nas paradas   | Posições nas paradas   | Posições nas paradas |
| Ano  | Álbum              | Billboard 200        | Top R&B/Hip Hop Albums | Top Independent Albums | Top Heatseekers      |
| ---- | ------------------ | -------------------- | ---------------------- | ---------------------- | -------------------- |
| 1990 | Take a Look Around | -                    | 38                     | -                      | -                    |
| 1993 | SlaughtaHouse      | 134                  | 32                     | -                      | 6                    |
| 1995 | Sittin' on Chrome  | 69                   | 19                     | -                      | -                    |
| 2001 | Disposable Arts    | -                    | 90                     | -                      | -                    |
| 2004 | A Long Hot Summer  | -                    | 82                     | 44                     | -                    |

### Coletâneas
| Informações |
| --- |
| The Best of Cold Chillin: Masta Ace - Lançado: 22 de maio de 2001 - Gravadora: Cold Chillin' Records               |
| Hits U Missed - Lançado: 2004 - Gravadora: M3 Records                                                              |
| Hits U Missed Vol. 2 - Lançado: 2005 - Gravadora: M3 Records                                                       |
| Grand Masta: The Remix & Rarity Collection - Lançado: 12 de setembro de 2006 - Gravadora: Funky Chemist Recordings |
| Hits U Missed Vol. 5 - Lançado: 2008 - Gravadora: M3 Records                                                       |

### Singles
| Ano  | Single              | Posições nas paradas | Posições nas paradas             | Posições nas paradas | Álbum                            |
| Ano  | Single              | Billboard Hot 100    | Hot R&B/Hip-Hop Singles & Tracks | Hot Rap Singles      | Álbum                            |
| ---- | ------------------- | -------------------- | -------------------------------- | -------------------- | -------------------------------- |
| 1990 | "Music Man"         | -                    | -                                | 13                   | Take a Look Around               |
| 1990 | "Me & The Biz"      | -                    | 47                               | 8                    | Take a Look Around               |
| 1994 | "Born to Roll"      | 23                   | 33                               | 5                    | SlaughtaHouse, Sittin' on Chrome |
| 1995 | "The I.N.C. Ride"   | 69                   | 44                               | 8                    | Sittin' on Chrome                |
| 1995 | "Sittin' on Chrome" | 84                   | 67                               | 16                   | Sittin' on Chrome                |